# Marius Fausta
Marius Fausta (28 aprile 1973) è un ex calciatore francese, di ruolo portiere.

## Caratteristiche tecniche
Gioca come portiere.

## Carriera

### Club
Gioca dal 2006 all'Evolucas, squadra della Guadalupa, con la quale ha vinto il titolo nazionale del 2008.

### Nazionale
Con la Guadalupa ha giocato 13 partite, partecipando alla CONCACAF Gold Cup 2007, competizione nella quale la selezione del Dipartimento d'Oltremare francese si classificò al terzo posto ex aequo con il Canada dopo aver perso per 1-0 contro il Messico il semifinale. Mentre nel 2007 era riserva di Franck Grandel, durante la CONCACAF Gold Cup 2009 ha giocato da titolare a causa dell'infortunio di Grandel.

## Palmarès

### Club

#### Competizioni nazionali
- Campionato guadalupense: 1

Evolucas: 2008